# Josep Salvany Juncosa
Josep Salvany Juncosa (Vilanova i la Geltrú 24 de juny de 1825 - 1898?).
Obtingué el títol de mestre d'obres a la Reial Acadèmia de Belles Arts de San Fernando i va ser el primer d'aquests que s'establí a Vilanova i la Geltrú. El 1858 va ser nomenat mestre d'obres titular i tenia l'obligació de marcar les línies que havien de seguir els edificis segons els acords municipals, marcar el nivell o desnivell dels carrers i inspeccionar les construccions. Va ser el màxim responsable de les obres municipals fins que el 1880 van nomenar arquitecte municipal a Bonaventura Pollés Vivó i Salvany exercí d'ajudant fins al 1898.
Fou el primer de Vilanova i un dels primers de Catalunya que utilitzà el ferro colat com a elements estructural.
Autor del projecte de l'edifici de la Peixateria Vella inaugurat el 1858), autor de la Casa d'Empara, la casa Junqué, la casa Lluch (desapareguda), la casa Xicarró, la casa Soler Morell, etc. També va ser l'autor del traçat topogràfic dels carrers de l'anomenat eixample Gumà.